# Cruciada a șaptea
Cruciada a șaptea a fost o cruciadă condusă de regele Franței Ludovic al IX-lea și care s-a desfășurat în perioada 1248 – 1254. 
În 1244 musulmanii au recucerit Ierusalimul, după încetarea armistițiului de 8 ani convenit la încheierea celei   de-a cincea cruciade. Căderea Ierusalimului, care nu a mai fost considerat un eveniment dezastruos pentru creștinii europeni, așa cum fusese văzut prima oară, nu a mai cauzat o chemare imediată la cruciadă. Papa Inocențiu al IV-lea și împăratul Frederick al II-lea al Sfântului Imperiu Roman erau implicați în lupta imperialo-papală. Frederick luase prizonieri din rândul clericilor care se deplasau la Conciliul de la Lyon, în 1245 fiind în mod formal deposedat de puterile sale imperiale de către Papă. Papa Gregorie al IX-lea oferise cu ceva vreme mai înainte fratelui regelui Ludovic al Franței, Robert de Artois, coroana germană, dar principele o refuzase. Din acest motiv, Sfântul Imperiu nu era pasibil de organizarea unei cruciade. Henry al III-lea al Angliei se luptă încă cu Simon de Montfort și mai avea de rezolvat și alte probleme în țară. În plus, regii Angliei și Franței nu erau în relații bune, fiind implicați în conflictul dintre casele Capetian și Plantagenet. Regele Angliei a semnat un armistițiu prin care se angaja ca atâta vreme cât Ludovic ar fi fost plecat în cruciadă să nu atace teritoriul francez. Ludovic al IX-lea l-a invitat pe regele Haakon al IV-lea al Norvegiei să ia parte la cruciadă, dar acesta din urmă a refuzat. Astfel, în 1245, singurul monarh care s-a arătat interesat de organizarea unei cruciade a fost doar regele, Ludovic al IX-lea al Franței. 
În acele vremuri, Franța era unul dintre cele mai puternice state ale lumii, după ce regiunea Provence fusese cucerită de francezi după încheierea cruciadei cathare, iar Toulouse era stăpânit de fratele lui Ludovic al IX-lea al Franței, Alphonse, care avea să i se alăture în expediție în 1245. Alt frate regal, Charles I de Anjou, s-a alăturat de asemenea regelui Franței în cruciadă. În următorii trei ani, Ludovic a colectat o zeciuială eclesiastică (în principal din dările bisericești) și, în 1248, el și aproximativ 20.000 de militari au plecat din porturile din Aigues-Mortes și Marseille, cu corăbii care fuseseră construite special pentru expediție. Preparativele finaciare ale expediției s-au dovedit mai bune decât în cazul altor cruciade, fiind adunați aproximativ 1.500.000 livre. Cu toate acestea, mulți nobili care au participat la cruciadă au fost nevoiți să se împrumute cu bani, cruciada devenind pe ansamblu una extrem de costisitoare. 
Cruciații francezi au călătorit mai întâi în Cipru și au petrecut iarna pe insulă, negociind cu diferite puteri din răsărit. Imperiul Latin a cerut ajutorul cruciaților împotriva bizantinilor Imperiului de la Niceea, iar Principatul Antiohiei și Cavalerii templieri doreau să fie sprijiniți în luptele din Siria, unde musulmanii cuceriseră de puțină vreme Sidonul. Totuși, Ludovic avea ca obiectiv debarcarea în Egipt. Cruciații au ajuns aici în 1249, au debarcat și au atacat Damietta pe Nil. Ludovic considera Egiptul ca o bază potrivită de plecare pentru atacarea Ierusalimului, iar bogăția agricolă a țării ar fi trebuit să asigure resursele necesare unei campanii victorioase. 

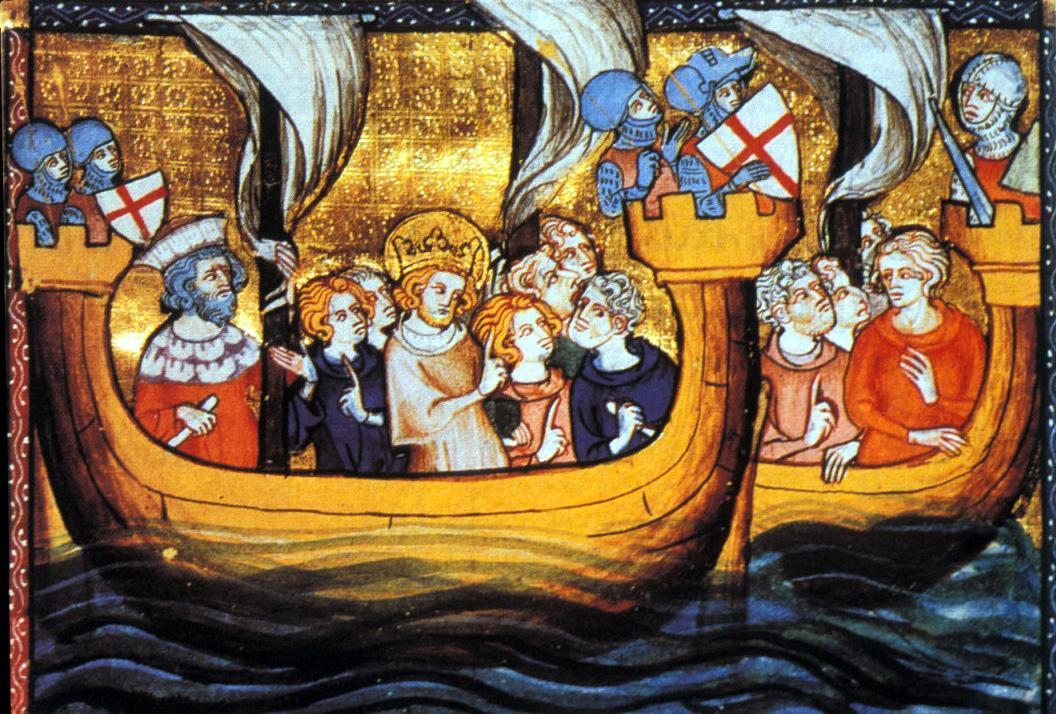
Trupele lui Ludovic al IX-lea

Pe 6 iunie, Damietta a fost cucerită fără eforturi prea mari, egiptenii retrăgându-se peste Nil. Revărsările anuale ale fluviului nu fuseseră luate în calcul de regele francez atunci când organizase cruciada, iar ca urmare armata a rămas blocată șase luni la Damietta. Ludovic nu a luat în seamă înțelegerea făcută în timpul celei de-a cincea cruciade, prin care Damietta ar fi trebuit să fie predată Regatului Ierusalimului cu capitala la Acra, acum doar o palidă umbră a ceea ce fusese odinioară. Ludovic a înființat în schimb o arhiepiscopie aici, (sub autoritatea Patriarhiei Latine a Ierusalimului) și a folosit orașul ca bază de plecare a operațiunilor militare împotriva musulmanilor din Siria. 
În noiembrie, Ludovic a plecat în expediție spre Cairo și aproape în același timp, sultanul Egiptului as-Salih Ayyub a murit. O forță condusă de Robert de Artois în alianță cu cavalerii templieri au atacat tabăra egipteană de la al-Mansourah, dar egiptenii au ieșit învingători și Robert a fost ucis. Între timp, forțele principale ale lui Ludovic au fost atacate de mamelucul Baibars, comandantul armatei. Și Ludovic a fost înfrânt, dar el a hotărât să nu se retragă, preferând să asedieze Mansourahul, acțiune care în loc să-i asigure victoria, i-a măcinat armata, mai degrabă prin foamete și boli decât datorită luptelor cu musulmanii. În martie 1250, Ludovic s-a retras spre Damietta, dar a fost luat prizonier pe drum, s-a îmbolnăvit de dizenterie și a fost vindecat de un medic arab. În mai a fost răscumpărat pentru suma de 400.000 livre și a plecat imediat din Egipt spre Acra, una dintre puținele posesiuni cruciate care mai rezistau în Siria. Între timp, soldații mameluci din Egipt s-au răsculat. Turanshah, succesorul lui as-Salih a cucerit orașul Cairo, punând bazele dinastiei Mameluce, care avea până în cele din urmă să cucerească și ultimele posesiuni cruciate din zonă. 
Ludovic a făcut o alianță cu mamelucii și din noua sa bază din Acra a început să refacă celelalte orașe cruciate. Deși Regatul Ciprului pretindea că este puterea suzerană în zonă, Ludovic era conducătorul de facto. Ludovic a negociat și cu mongolii, care își făcuseră simțită prezența în răsărit, încurajat de legendele Regatului Nestorian. (Vedeți și: Preotul Ioan). În același timp, și musulmanii negociau cu mongolii, nimeni nesesizând faptul că noii sosiți în zonă aveau propriile lor planuri. Solia franceză trimisă la hanul Möngke Han a fost un eșec. Hanul a respins invitația lui Ludovic pentru convertire la creștinism, în schimb sugerându-i suveranului francez să i se supună. 
În 1254, Ludovic a terminat banii și în plus i se simțea lipsa în Franța, unde mama lui și regenta Blanche de Castilia murise. Deși cruciada sa nu a avut niciun rezultat notabil, în Europa a fost considerat un sfânt de mulți creștini, iar faima sa a crescut și mai mult. În 1270 el a încercat să se alăture unei noi cruciade, expediție care a fost la rândul ei un eșec. 
Istoria cruciadei a șaptea a fost scrisă de unul dintre participanți, Jean de Joinville.